# Нерехта (станция)
Не́рехта — узловая железнодорожная станция Ярославского региона Северной железной дороги, находящаяся в городе Нерехта Костромской области. От станции отходит однопутная неэлектрифицированная ветка до станции Новки II через Фурманов, Иваново, Шую, Савино, и однопутная электрифицированная ветка до станции Кострома.

## История
Станция открыта в 1887 году. В 1973 году, в ходе электрификации участка Тощиха — Нерехта, станция была электрифицирована на постоянном токе 3 кВ.

## Деятельность
Станция открыта для грузовой работы.

## Поезда, курсирующие через станцию
По состоянию на май 2025 года через станцию курсируют следующие поезда дальнего следования:
| Дальнее следование               | Дальнее следование               | Дальнее следование               | Дальнее следование               |
| № поезда                         | Маршрут движения                 | № поезда                         | Маршрут движения                 |
| Круглогодичное обращение поездов | Круглогодичное обращение поездов | Круглогодичное обращение поездов | Круглогодичное обращение поездов |
| -------------------------------- | -------------------------------- | -------------------------------- | -------------------------------- |
| 45                               | Иваново — Санкт-Петербург        | 46                               | Санкт-Петербург — Иваново        |
| 715/815                          | Кострома — Москва                | 716/816                          | Москва — Кострома                |
| 717/817                          | Кострома — Москва                | 718/818                          | Москва — Кострома                |
| 1                                | Владивосток — Москва             | 2                                | Москва — Владивосток             |
| 147                              | Кострома — Москва                | 148                              | Москва — Кострома                |
| 337                              | Самара — Санкт-Петербург         | 338                              | Санкт-Петербург — Самара         |
| 347                              | Уфа — Санкт-Петербург            | 348                              | Санкт-Петербург — Уфа            |
| 43                               | Кострома — Санкт-Петербург       | 44                               | Санкт-Петербург — Кострома       |
| Сезонное обращение поездов       |                                  |                                  |                                  |
| 495/496                          | Кострома — Адлер                 | 495/496                          | Адлер — Кострома                 |
| 539/540                          | Кострома — Анапа                 | 539/540                          | Анапа — Кострома                 |

| Пригородное сообщение | Пригородное сообщение              | Пригородное сообщение | Пригородное сообщение              |
| № поезда              | Маршрут движения                   | № поезда              | Маршрут движения                   |
| --------------------- | ---------------------------------- | --------------------- | ---------------------------------- |
| 6244                  | Нерехта — Савино                   | 6247                  | Савино — Нерехта                   |
| 6401/6402             | Нерехта — Ярославль (депо)         | 6423/6424             | Ярославль-Главный — Нерехта        |
| 6403/6404             | Кострома-Новая — Ярославль-Главный | 6405/6406             | Ярославль-Главный — Кострома-Новая |
| 6407/6408             | Нерехта — Ярославль-Главный        |                       |                                    |
| 6409/6410             | Кострома-Новая — Ярославль-Главный | 6413/6414             | Ярославль (депо) — Кострома-Новая  |
| 6412                  | Нерехта — Кострома-Новая           | 7150                  | Нерехта — Иваново                  |
| 6429/6430             | Ярославль-Главный — Кострома-Новая | 6431/6432             | Кострома-Новая — Ярославль-Главный |
| 6417/6418             | Ярославль (депо) — Нерехта         | 6275                  | Иваново — Нерехта                  |

## Адрес вокзала
- 157800, Россия, Костромская область, г. Нерехта, пл. 30-летия Победы, д.1